# Grand Prix Criquielion 2024
Il Grand Prix Criquielion 2024, ventinovesima edizione della corsa e valevole come evento dell'UCI Europe Tour 2024 categoria 1.1, si svolse il 2 marzo 2024 su un percorso di 200 km, con partenza da Ath e arrivo a Lessines, in Belgio. La vittoria fu appannaggio del belga Alec Segaert, il quale completò il percorso in 4h40'27", alla media di 42,788 km/h, precedendo il ceco Pavel Bittner e il connazionale Jenthe Biermans.
Sul traguardo di Lessines 137 ciclisti, dei 164 partiti da Ath, portarono a termine la competizione.

## Squadre e ciclisti partecipanti
| N.      | Cod. | Squadra                |
| ------- | ---- | ---------------------- |
| 1-7     | DFP  | DSM-Firmenich PostNL   |
| 11-16   | ADC  | Alpecin-Deceuninck     |
| 21-27   | IWA  | Intermarché-Wanty      |
| 31-36   | COF  | Cofidis                |
| 41-47   | ARK  | Arkéa-B&B Hotels       |
| 51-57   | UXM  | Uno-X Mobility         |
| 61-67   | LTD  | Lotto Dstny            |
| 71-77   | TUD  | Tudor Pro Cycling Team |
| 81-87   | TEN  | TotalEnergies          |
| 91-97   | BWB  | Bingoal WB             |
| 101-107 | TFB  | Team Flanders-Baloise  |
| 111-117 | EUS  | Euskaltel-Euskadi      |

| N.      | Cod. | Squadra                     |
| ------- | ---- | --------------------------- |
| 121-127 | Q36  | Q36.5 Pro Cycling Team      |
| 131-137 | EKP  | Equipo Kern Pharma          |
| 141-147 | TNN  | Team Novo Nordisk           |
| 151-157 | CJR  | Caja Rural-Seguros RGA      |
| 161-167 | TDT  | TDT-Unibet Cycling Team     |
| 171-177 | VLD  | Visma-Lease a Bike Dev.     |
| 181-187 | ICA  | Israel Premier Tech Academy |
| 191-197 | HBJ  | Hagens Berman-Jayco         |
| 201-207 | TCQ  | Team ColoQuick              |
| 211-216 | SPC  | Saint Piran                 |
| 221-227 | TIS  | Tarteletto-Isorex           |
| 241-247 | PWB  | Philippe Wagner/Bazin       |

## Ordine d'arrivo (Top 10)
| Pos. | Corridore        | Squadra     | Tempo    |
| ---- | ---------------- | ----------- | -------- |
| 1    | Alec Segaert     | Lotto       | 4h40'27" |
| 2    | Pavel Bittner    | DSM         | s.t.     |
| 3    | Jenthe Biermans  | Arkéa       | s.t.     |
| 4    | Pierre Barbier   | Wagner      | s.t.     |
| 5    | Milan Menten     | Lotto       | s.t.     |
| 6    | Arne Marit       | Intermarché | s.t.     |
| 7    | Luca Mozzato     | Arkéa       | s.t.     |
| 8    | Jensen Plowright | Alpecin     | s.t.     |
| 9    | James Fouché     | Euskaltel   | s.t.     |
| 10   | Pau Miquel       | Kern        | s.t.     |